# Сельцо (Ратновская поселковая община)
Сельцо (укр. Сільце) — село в Ратновской поселковой общине Ковельского района Волынской области Украины.
До 2020 года входило в Ратновский район.
Код КОАТУУ — 0724281803. Население по переписи 2001 года составляет 608 человек. Почтовый индекс — 264430. Телефонный код — 3366. Занимает площадь 1,54 км².